# Глушков, Михаил Александрович
Михаил Александрович Глушков (14 [26] сентября 1896, Киев, Российская империя — 4 марта 1938, Ухтпечлаг) — советский журналист и поэт, автор тем для карикатур и рисунков. Репрессирован.

## Биография
Родился в Киеве. Внебрачный сын богатой домовладелицы, имевшей доходный дом на Крещатике и эмигрировавшей в 1918 году. До 1916 года учился в частной гимназии Жука в Киеве, жил на средства от доходного дома. Поэт, автор двух вышедших в Киеве сборников стихов.
С 1920 года сотрудник РАТАУ и РОСТА, с 1926 года жил в Москве, работал в газете «Гудок», сатирических журналах «Чудак», «Смехач», «Крокодил» и др. В 1934 году уволен из «Крокодила» в ходе «чистки» за «политическую неблагонадежность» и перешёл в газету «Вечерняя Москва».
Друг В. В. Маяковского, И. Ильфа, Е. Петрова, М. Кольцова, Я. М. Бельского, С. Г. Гехта и др. Известен как прототип Авессалома Изнуренкова, героя романа «Двенадцать стульев».
Был женат. Жена — Елизавета Гавриловна Юдаева, сын Александр Михайлович Глушков, 1931 года рождения.

## Арест и гибель
Арестован 26 апреля 1936 года. Согласно имевшейся в НКВД информации, на квартире Я. М. Бельского в присутствии нескольких человек прочёл эпиграмму, написанную М. Д. Вольпиным:
 

Рукой всесильного сатрапа

Не стало РАППа

Не радуйтесь! Хоть умер РАПП

Но жив сатрап…
Особым совещанием при НКВД СССР 1 июля 1936 года осуждён на 3 года лишения свободы. Срок отбывал в Ухтпечлаге. Повторно арестован в лагере 13 декабря 1937 года, 4 января приговорён к высшей мере наказания за «антисоветскую агитацию». Казнен 4 марта 1938 года, в ходе «кашкетинских расстрелов» в Ухтпечлаге. Полностью реабилитирован в 2006 году.